# 缅因州参议院
缅因州参议院（英語：Maine State Senate）是美国缅因州议会的上議院，共有35名议员，每届任期2年。现任参议院议长为民主黨籍的特洛伊·傑克遜。